# Ziwil
Der Ziwil (russisch Цивиль, tschuwaschisch Ҫавал) ist ein rechter Nebenfluss der Wolga im europäischen Teil Russlands. Er verläuft in den nördlichen Ausläufern der Wolgahöhen. Der (ohne seine beiden Quellflüsse) 55 km lange Fluss entsteht nahe Ziwilsk durch den Zusammenfluss von Maly Ziwil und Bolschoi Ziwil und mündet östlich von Nowotscheboksarsk, kurz nach dem Tscheboksarsker Stausee, in die Wolga. Sein Einzugsbereich umfasst 4.690 km². In der eisfreien Zeit von April bis November ist der Ziwil schiffbar.

## Quell- und Nebenflüsse

### Großer Ziwil
Der 115 km lange Große Ziwil (russisch Большой Цивиль (Bolschoi Ziwil), tschuwaschisch Мӑн Ҫавал) ist der linke Quellfluss des Ziwil. Er entspringt nordöstlich von Schumerlja in der Republik Tschuwaschien.

### Kleiner Ziwil
Der 129 km lange Kleine Ziwil (russisch Малый Цивиль (Maly Ziwil), tschuwaschisch Кӗҫӗн Ҫавал) entspringt unweit der Siedlung Krasny Oktjabr im Rajon Wurnary in der Republik Tschuwaschien.